# Erika Danneberg
Erika Danneberg (* 9. Januar 1922 in Wien; † 29. Juni 2007 ebenda) war eine österreichische Autorin und Psychoanalytikerin.

## Leben
Die Familie Danneberg lebte im 10. Wiener Gemeindebezirk, Favoriten. Erika war das älteste von drei Kindern – nach ihr kamen im Abstand von jeweils sechs Jahren Hedwig (* 1928) und Otto (* 1934) zur Welt. Nach dem Realgymnasium machte Danneberg eine Buchhandelslehre beim Verlag Jugend & Volk und begann 1941 noch während der Lehre ein Studium der Germanistik und Psychologie an der Universität Wien, das sie aus politischen Gründen abbrechen musste. 1942 schloss sie die Lehre ab. Ihr Studium durfte sie jedoch nicht wieder aufnehmen: „Auf Grund von keinerlei politischem Einsatz“. Nach Kriegsende war Danneberg wieder inskribiert und promovierte 1951 über Der Einfluß des Krieges auf die Entwicklung junger Menschen.
Von 1949 bis zur Scheidung 1958 war Erika Danneberg mit dem Schriftsteller, Übersetzer und Herausgeber Hermann Hakel verheiratet. Sie veröffentlichte journalistische Texte und Rezensionen und war in der österreichischen Szene der Nachkriegsliteratur rund um Marlen Haushofer, Berthold Viertel, Dorothea Zeemann und Hans Weigel verwurzelt – als dessen „Antipoden“ galt das Ehepaar Hakel, nachdem Erika 1946/47 noch unter ihrem Mädchennamen Danneberg mit Weigel über ihre literarischen Texte korrespondiert hatte. Gedichte erschienen in Das tägliche Bemühen, einem der ersten Sammelbände, welche die Arbeiten junger Lyriker präsentierten. In der Folge veröffentlichte Danneberg (auch unter Initialen E. D. oder unter dem Namen Erika Hakel) in einer Reihe von Nachkriegszeitschriften wie Die Schau, Lynkeus und Neue Wege. 1952 wurde ein Hörspiel gesendet: „Gutes Hörspiel von Hakel u. Danneberg nachts gehört“, notierte Andreas Okopenko in seinem Tagebuch. Schon ein paar Jahre zuvor hatte Okopenko nach einer Lesung im Radio festgehalten: „Danneberg schreibt kristallklar, das ist das Schöne.“
1958 erschien ein Roman von Colette in Übersetzung von Erika Danneberg. Für den Wiener Zsolnay Verlag übersetzte sie weitere Romane aus dem Französischen und Englischen. Im Sachbuchbereich übertrug Danneberg Children Under Stress von Sula Wolff: Das 1969 im Original erschienene Werk erschien zwei Jahre später unter dem Titel Kinder in Bedrängnis auf Deutsch.
Von 1958 bis 1962 war sie in Analyse bei Tea Genner-Erdheim, in der Folge durchlief sie selbst die Ausbildung zur Psychoanalytikerin in der Wiener Psychoanalytischen Vereinigung, in der sie später als Lehranalytikerin wirkte.
In die Zeit von 1984 bis 1995 fallen Aufenthalte in Lateinamerika, wo Erika Danneberg Solidaritätsarbeit leistete und mit Marie Langer Freundschaft schloss. In Nicaragua arbeitete sie im Projekt Salud Mental, dem Psychosozialen Dienst der Sandinistischen Regierung. Auch in Chile und Kuba war Danneberg als Analytikerin tätig. Sie war Mitglied der Kommunistischen Partei Österreichs (KPÖ).
2022 veröffentlichte Erika Wimmer Mazohl Wolfs Tochter, eine literarische Ergründung von Erika Dannebergs antifaschistischer Haltung und deren Wurzeln in Vorkriegs-, Kriegs- und Nachkriegszeit.

## Werke
- Colette: Claudines retraite sentimentale. Roman. Szolnay, Wien, 1958.
- Das Abenteuer des Leutnant Prentjes. Ill.: Kurt Röschl, Jugend & Volk, Wien, 1960.
- Sula Wolff: Kinder in Bedrängnis. Ernst Klett Verlag, Stuttgart, 1971.
- In Nicaragua. Notizen, Briefe, Reportagen. Schönbrunn Verlag, Wien, 1987.
- Wie leistet man Widerstand? In den Jahren der Tode. Eine Chronik. Wiener Frauenverlag, Wien, 1995.
- Nicaragua ... Eine lange Liebe. Reisenotizen. Edition Art & Science, Wien, 2000.
- Manchmal auch Verse. Gedichte aus sechs Jahrzehnten. Edition Art & Science, Wien, 2001.

## Hörspiel
- 1952: Hermann Hakel, Erika Danneberg: Zwischen Nacht und Nacht – Regie: Walter Davy (Original-Hörspiel – RWR-W)